# Carl Stolpe
Carl Stolpe, född 1721, död 19 februari 1783 i Stockholm, var en svensk boktryckare och träsnittare.

## Biografi
Carl Stolpe var gift första gången med Magdalena Christina Hammarfeldt och andra gången från 1775 med Sara Wacklin. Stolpe ansökte som boktryckargesäll 1755 om rättighet att anlägga ett litet tryckeri för träsnitt och målade papper. En liknande ansökan var inlämnad av Jacob Merckell och de båda gesällerna uppmanades att anlägga ett gemensamt tryckeri. Boktryckerisocieteten och Kanslikollegiet tänkte först avslå båda ansökningar men när de kunde enas om ett tryckeri beviljades deras ansökan. Han blev kompanjon med Petter Jöransson Nyström 1759 i tryckeriföretaget Nyström och Stolpe. Efter Nyströms död 1766 drev han tryckeriet som ensam ägare fram till sin död. Mot slutet av sin levnad kom han på obestånd och gjorde konkurs. Med Stockholmspostens utgivare Johan Christopher Holmberg gjorde han en överenskommelse om att i dennes namn få begagna stilar och press som han själv ägde genom sitt delägarskap i Wennbergs tryckeri. Samtidigt arrenderade han sitt forna tryckeri av dess nya ägare och drev därmed tryckeriverksamhet på två platser, vilket vid den tiden var olagligt. Detta resulterade i att Överståthållarämbetet kort före Stolpes död ogiltigförklarade överenskommelsen med Holmberg.
Som träsnittare anses hans träsnitt vara tekniskt anspråkslösa medan de kistbrev han utgav uppvisar en högre kvalité.

## Kända uppdrag
- Den swenske upsynings-mannen
- Bland böckerna som trycktes kan nämnas "Underwisning lemnad af en fader åt sin son, som företager sig en lång enlång resa eller ett lätt sätt att anföra en person till allehanda dygder"

från fransyskan öfversatt af C.M.B Med bifogade lefnas och försiktighets regler.
Denna bok trycktes hos CARL STOLPE 1768.
- Christus i Mose, Eller Betraktelser (...), tryckt 1768